# ساختار فلوریت

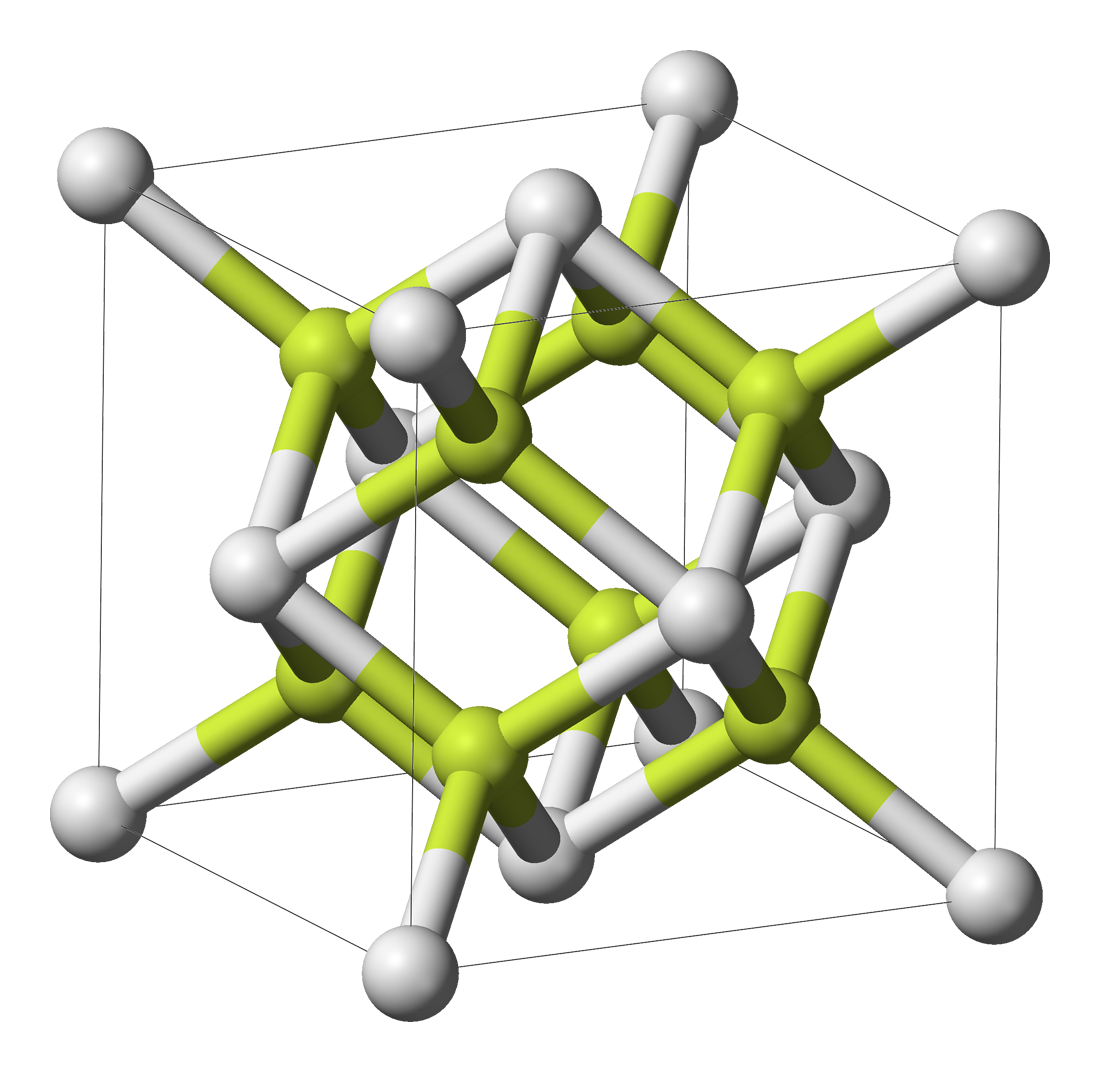

ساختار فلوریت یکی از ساختارهای دوتایی مواد است که در آن آنیون‌ها به شکل مکعبی ساده و کاتیون‌ها در نصف حفرات هشت‌وجهی قرار می‌گیرند. این شبکه را می‌توان از دیدگاهی دیگر به بدین صورت توصیف کرد که در آن کاتیون‌ها دارای آرایش مکعبی با وجوه مرکزپر بوده و آنیون‌ها در حفره‌های چهار وجهی قرار می‌گیرند.
از ویژگی‌های قابل توجه این ساختار، وجود یک حفره بزرگ در مرکز سلول واحد است. ThO2، TeO2 و UO2 چنین ساختاری دارند. تعداد زیاد مواضع خالی به UO2 اجازه می‌دهد که به عنوان یک سوخت هسته ای منحصر به فرد مورد استفاده قرار گیرد که در آن محصولات جوش هسته ای در مواضع شبکه ای خالی قرار می‌گیرند و بنابراین مشکلات کمتری را ایجاد می‌کنند.